# العلاقات الأيرلندية النيوزيلندية
العلاقات الأيرلندية النيوزيلندية هي العلاقات الثنائية التي تجمع بين جمهورية أيرلندا ونيوزيلندا.

## مقارنة بين البلدين
هذه مقارنة عامة ومرجعية للدولتين:
| وجه المقارنة                                              | جمهورية أيرلندا                                       | نيوزيلندا                                              |
| --------------------------------------------------------- | ----------------------------------------------------- | ------------------------------------------------------ |
| المساحة (كم2)                                             | 70.27 ألف                                             | 268.02 ألف                                             |
| عدد السكان (نسمة)                                         | 4.76 مليون                                            | 4.24 مليون                                             |
| الكثافة السكانية (ن./كم²)                                 | 67.74                                                 | 15.82                                                  |
| العاصمة                                                   | دبلن                                                  | ويلينغتون، أوكلاند                                     |
| اللغة الرسمية                                             | اللغة الأيرلندية، لغة إنجليزية، الإنجليزية الأيرلندية | لغة إنجليزية، اللغة الماورية، لغة الإشارة النيوزيلندية |
| العملة                                                    | جنيه أيرلندي، يورو، عملات اليورو الأيرلندية           | دولار نيوزيلندي، الجنيه النيوزيلندي                    |
| الناتج المحلي الإجمالي (بليون دولار)                      | 333.73 مليار                                          | 205.85 مليار                                           |
| الناتج المحلي الإجمالي (تعادل القوة الشرائية) بليون دولار | 318.16 مليار                                          |                                                        |
| الناتج المحلي الإجمالي الاسمي للفرد دولار أمريكي          | 61.13 ألف                                             |                                                        |
| الناتج المحلي الإجمالي للفرد دولار أمريكي                 |                                                       |                                                        |
| مؤشر التنمية البشرية                                      | 0.916                                                 | 0.914                                                  |
| رمز المكالمات الدولي                                      | +353                                                  | +64                                                    |
| رمز الإنترنت                                              | .ie                                                   | .nz                                                    |
| المنطقة الزمنية                                           | 00، ت ع م+01:00، أوروبا/دبلن ‏                         | ت ع م+13:00، ت ع م+12:00                               |

## مدن متوأمة
في ما يلي قائمة باتفاقيات التوأمة بين مدن أيرلندية ونيوزيلندية:
- ترتبط غالواي مع أوكلاند باتفاقية توأمة منذ 1997.

## منظمات دولية مشتركة
يشترك البلدان في عضوية مجموعة من المنظمات الدولية، منها:
| علم المنظمة | اسم المنظمة                               | تاريخ انضمام جمهورية أيرلندا | تاريخ انضمام نيوزيلندا |
| ----------- | ----------------------------------------- | ---------------------------- | ---------------------- |
|             | بنك التنمية الآسيوي                       | 2006                         | 1966                   |
|             | وكالة ضمان الاستثمار متعدد الأطراف        | 27 أكتوبر 1989               | 22 أبريل 2008          |
|             | منظمة التعاون الاقتصادي والتنمية          | ?                            | ?                      |
|             | الأمم المتحدة                             | 14 ديسمبر 1955               | 24 أكتوبر 1945         |
|             | الوكالة الدولية للطاقة                    | ?                            | ?                      |
|             | الفريق المعني برصد الأرض                  | ?                            | ?                      |
|             | منظمة حظر الأسلحة الكيميائية              | ?                            | ?                      |
|             | منظمة التجارة العالمية                    | ?                            | ?                      |
|             | منظمة الشرطة الجنائية الدولية             | ?                            | ?                      |
|             | مؤسسة التنمية الدولية                     | 22 ديسمبر 1960               | 1 أكتوبر 1974          |
|             | نظام تحكم تكنولوجيا القذائف               | 1992                         | 1991                   |
|             | يونسكو                                    | 3 أكتوبر 1961                | 4 نوفمبر 1946          |
|             | الاتحاد البريدي العالمي                   | ?                            | ?                      |
|             | البنك الدولي للإنشاء والتعمير             | 8 أغسطس 1957                 | 31 أغسطس 1961          |
|             | المنظمة الهيدروغرافية الدولية             | ?                            | ?                      |
|             | الاتحاد الدولي للاتصالات                  | 8 ديسمبر 1923                | 3 يونيو 1878           |
|             | مؤسسة التمويل الدولية                     | 11 سبتمبر 1958               | 31 أغسطس 1961          |
|             | المركز الدولي لتسوية المنازعات الاستشارية | 7 مايو 1981                  | 2 مايو 1980            |
|             | مجموعة أستراليا                           | 1985                         | 1985                   |
|             | مجموعة الموردين النوويين                  | ?                            | ?                      |

## وصلات خارجية
- موقع وزارة الخارجية الأيرلندية
- موقع وزارة الخارجية النيوزيلندية